# عائشة تزيل
عائشة تزيل (مواليد 19 سبتمبر 1980) هي ممثلة بريطانية-تركية عرفت لدورها في فيلم قابلني في ميامي (2005) وبلاط أفراد العائلة المالكة الوحيدون (2007).

## وصلات خارجية
- عائشة تزيل على موقع IMDb (الإنجليزية)
- عائشة تزيل على موقع قاعدة بيانات الفيلم (الإنجليزية)